# Ремарк, Эрих Мария
Э́рих Мари́я Рема́рк (нем. Erich Maria Remarque, при рождении Эрих Пауль Ремарк, нем. Erich Paul Remark; 22 июня 1898, Оснабрюк — 25 сентября 1970, Локарно) — немецкий писатель, представитель «потерянного поколения». Его роман «На Западном фронте без перемен» (1929) считается самым популярным антивоенным произведением XX века.

## Биография

### Ранние годы
Эрих Пауль Ремарк был вторым ребёнком в семье книжного переплётчика Петера Франца Ремарка (1867—1954) и Анны Марии Ремарк, в девичестве Шталькнехт (1871—1917). Его старший брат Теодор Артур (1896—1901) умер в возрасте пяти лет; у Эриха Пауля были также сёстры Эрна (1900—1978) и Эльфрида (1903—1943).
В юности Ремарк увлекался творчеством Германа Гессе, Стефана Цвейга, Томаса Манна, Фёдора Достоевского, Марселя Пруста и Иоганна Вольфганга Гёте. С 1904 по 1912 год учился в народной школе, с 1912 по 1915 год — в католической препаранде (трёхклассная подготовительная ступень для обучения в католической учительской семинарии, готовящей учителей народных школ), с 1915 года — в католической королевской учительской семинарии в Оснабрюке. Познакомился с Фрицем Хёрстемайером (1882—1918) и другими членами литературного кружка «Приют грёз». Хёрстемайер стал его духовным наставником.

### На фронте
21 ноября 1916 года Ремарк был призван в армию, а 17 июня 1917 года направлен на Западный фронт. 31 июля 1917 года был ранен осколками гранаты в левую ногу, правую руку и шею. Остаток войны провёл в военных госпиталях Германии.
9 сентября 1917 года от рака прямой кишки скончалась его мать, Анна Мария. «Видел её мёртвой в больнице, но не смог её узнать», — записал он в дневник. 31 октября 1918 года его выписали из госпиталя и перевели на службу в запасной пехотный батальон, дислоцированный в Оснабрюке. 15 ноября 1918 года был награждён Железным крестом I степени. Совет рабочих и солдат Оснабрюка утвердил награду. 5 января 1919 года Ремарк был уволен из армии, отказавшись от ордена и почётного знака. Продолжил учёбу в семинарии, которую окончил в июне 1919 года.

### Начало литературной деятельности
С 1919 года Ремарк служил учителем, но уже через год разочаровался в профессии и сменил множество занятий: работал торговым служащим, бухгалтером, продавцом надгробных памятников, воскресным органистом в часовне при госпитале для душевнобольных, давал уроки игры на фортепиано… Впечатления этого периода жизни впоследствии легли в основу романа «Чёрный обелиск».
В 1921 году начал работать редактором в журнале Echo Continental. В это же время, судя по одному из его писем в редакцию, взял псевдоним Erich Maria Remarque, написанный по правилам французской орфографии — что является намёком на гугенотское происхождение семьи. С 1922 года жил в Ганновере.
В 1924 году Ремарк переехал в Берлин и 14 октября 1925 года женился на Ильзе Ютте Цамбоне, бывшей танцовщице. Ютта в течение многих лет страдала от чахотки. Она стала прообразом нескольких героинь писателя, в том числе Пат из романа «Три товарища». Брак продлился чуть более четырёх лет, после чего супруги развелись. В 1938 году Ремарк снова заключил с Юттой брак, чтобы помочь ей выбраться из Германии и получить возможность жить в Швейцарии, где он в то время проживал. Позже они вместе уехали в США. Официально развод был оформлен лишь в 1957 году. Ремарк до конца жизни выплачивал Ютте денежное пособие, а также завещал ей 50 тысяч долларов.
С ноября 1927 года по февраль 1928 года роман Ремарка «Станция на горизонте» публиковался в журнале Sport im Bild, в котором он в то время работал.

### Известность
В 1929 году в свет вышел роман «На Западном фронте без перемен», в котором Ремарк описал жестокость войны с точки зрения 20-летнего солдата. Роман мгновенно стал настоящей сенсацией и сразу же был переведён на 26 языков. За год было продано полтора миллиона экземпляров. Год спустя на экраны вышла одноимённая экранизация романа, снятая в Голливуде режиссёром Льюисом Майлстоуном.
4 декабря 1930 года национал-социалисты под руководством Йозефа Геббельса предприняли в Берлине массированные попытки сорвать премьеру фильма «На Западном фронте без перемен».
В 1931 году Ремарк был выдвинут на Нобелевскую премию мира. Национальный союз германских офицеров протестовал против этой номинации на том основании, что роман очерняет немецкую армию и её солдат.
Тогда как Стефан Цвейг назвал роман «совершенным произведением», Томас Манн в своём дневнике отдал Ремарку «пальму неполноценности». Многие приняли роман и фильм в штыки. Говорили даже, что рукопись была украдена Ремарком у погибшего товарища. С ростом нацизма в стране писателя всё чаще называли предателем народа и продажным писакой. Гитлеровская газета Völkischer Beobachter утверждала, что он на самом деле Крамер (Kramer, если прочитать его настоящую фамилию Remark наоборот) и что он еврей.
Переживая постоянные нападки, Ремарк много пил. Однако книга и фильм позволили ему заработать приличное состояние, заметную часть которого он потратил на покупку картин Сезанна, Ван Гога, Гогена и Ренуара. Одно из первых приобретений — пейзаж Ван Гога «Железнодорожный мост через авеню Монмажур». К вопросу коллекционирования Ремарк подошел со всей педантичностью. Он проштудировал огромное количество книг по искусствоведению и стал экспертом в вопросах живописи.
В апреле 1931 года отдельной книгой в свет вышел его роман «Возвращение». В августе 1931 года Ремарк купил недалеко от Асконы виллу «Каза Монте Табор» на озере Лаго Маджоре в Швейцарии. В апреле 1932 года во время работы над романом «Пат» (позднее получившим название «Три товарища») банковский вклад Ремарка на сумму 20 тыс. рейхсмарок был изъят по подозрению в незаконных валютных операциях. В августе Окружной суд Берлин-Митте вынес распоряжение о штрафных санкциях за незаконные валютные операции в виде денежного штрафа в размере 30 тыс. рейхсмарок или шестидесятидневного тюремного заключения. Ремарк уплатил штраф и уехал в Швейцарию. С ноября 1932 года он лишь ненадолго задерживался в Берлине для решения деловых вопросов, останавливаясь в отеле «Маджестик» на Бранденбургише штрассе. Но в результате враждебного отношения к фильму «На Западном фронте без перемен», уголовного преследования и травли со стороны НСДАП, особенно Йозефа Геббельса, 31 января 1933 года, через день после того, как Гитлер был назначен канцлером, окончательно покинул Германию.
После прихода к власти национал-социалисты запретили и сожгли его книги. Показательное сожжение книг состоялось 10 мая 1933 года на Опернплац в Берлине, а также в ряде других городов Германии. Студенты скандировали: «Нет — писакам, предающим героев Мировой войны. Да здравствует воспитание молодёжи в духе подлинного историзма! Я предаю огню сочинения Эриха Марии Ремарка». Запрету подвергся и фильм «На Западном фронте без перемен».
В 1935 году Ремарк принял участие в парижском конгрессе писателей в изгнании. В сентябре 1937 года в Венеции повстречал актрису Марлен Дитрих, с которой познакомился ещё в Германии. Между ними завязался роман, ставший невероятно мучительным для писателя. Ремарк был отчаянно влюблён в Пуму, как он называл Дитрих, и вывел её в «Триумфальной арке» в образе Жоан Маду. К работе над этим романом он приступил в 1938 году.
В том же году национал-социалисты лишили писателя немецкого гражданства. В 1939 году в свет вышел роман «Возлюби ближнего своего». Ремарк получил американскую визу и переехал в США. Здесь он сблизился с другими немецкими эмигрантами, такими как Лион Фейхтвангер, Бертольт Брехт и Марлен Дитрих. В отличие от многих писателей-эмигрантов, он пользовался высоким уровнем признания и известности, отчасти благодаря тому, что некоторые его произведения были опубликованы на английском языке.
В 1943 году младшая из двух сестёр Ремарка, Эльфрида Шольц, была арестована в Германии за антивоенные и антигитлеровские высказывания. По свидетельству очевидцев, судья заявил ей: «Ваш брат, к несчастью, скрылся от нас, но вам не уйти». На суде её признали виновной и 16 декабря 1943 года гильотинировали. Её старшей сестре, Эрне Ремарк, был выслан счёт на сумму 495 марок и 80 пфеннигов за содержание Эльфриды в тюрьме, судопроизводство и саму казнь. О гибели Эльфриды Ремарк узнал лишь после войны и посвятил ей роман «Искра жизни», вышедший в 1952 году. 25 лет спустя именем сестры Ремарка назвали улицу в её родном городе Оснабрюке.
В 1945 году Ремарк завершил роман «Триумфальная арка». В 1947 году он получил американское гражданство.
В феврале 1948 года состоялась премьера экранизации романа «Триумфальная арка». 19 мая того же года после девятилетнего отсутствия Ремарк вернулся в Европу. Он побывал в Риме, Париже, Цюрихе. В ноябре заболел болезнью Меньера, страдал и от депрессии. Он даже обратился к психоаналитику, который заключил, что истоки неврастении коренились в переживаниях детства.
В 1950 году полным разрывом завершились отношения с Натальей Палей после десяти лет постоянных встреч, ссор, разрывов, возвращений. Ремарк уехал в Нью-Йорк, где в 1951 году познакомился с голливудской актрисой Полетт Годдар (1910—1990), бывшей женой Чарли Чаплина, которая помогла ему прийти в себя после разрыва с Дитрих, излечила от депрессии и, как говорил сам Ремарк, «действовала на него положительно». Благодаря улучшению душевного здоровья писатель смог закончить роман «Искра жизни» и его перевод на английский язык, а затем продолжать творческую деятельность.
Ремарк страдал от новых приступов болезни Меньера, кроме того, врачи диагностировали у него диабет. Несмотря на болезнь, Ремарк посетил родной город Оснабрюк, где встретился с отцом и сестрой Эрной.
В 1954 году вышел его роман «Время жить и время умирать», посвящённый Полетт Годдар. В том же году умер отец Ремарка — Петер Франц.
Ремарк написал сценарий фильма «Последний акт» (1955). В сентябре 1956 года в Западном Берлине состоялась премьера спектакля по его пьесе «Последний полустанок», а через месяц в свет вышел роман «Чёрный обелиск».
В 1957 году Ремарк наконец развёлся с Юттой, а в 1958 году женился на Полетт, но всё равно не мог полностью освободиться от своих прежних комплексов. Ремарк пытался подавлять свои чувства и продолжал пить. В дневнике он писал, что, будучи трезв, не может общаться с людьми и даже с самим собой. В том же году Ремарк вернулся в Швейцарию. Он написал сценарий фильма «Время любить и время умирать» (по роману «Время жить и время умирать») и даже сыграл в нём эпизодическую роль профессора Польмана. Через год вышел его роман «Жизнь взаймы», а в 1962 году — «Ночь в Лиссабоне».

### Последние годы жизни
В 1963 году в Неаполе у Ремарка случился инсульт. Полетт Годдар в это время снималась в Риме в фильме по книге Альберто Моравиа «Равнодушные». Ремарку удалось победить болезнь. Через два года, во время поездки с Полетт в Милан, сердце дало сбой в третий раз, и Ремарк попал в клинику. Здоровье писателя продолжало ухудшаться.
В 1964 году делегация из родного города Ремарка вручила ему почётную медаль, а в 1967 году посол ФРГ в Швейцарии вручил ему орден «За заслуги перед Федеративной Республикой Германия». На этой церемонии у писателя произошёл очередной сердечный приступ. Несмотря на награды, немецкое гражданство Ремарку так и не вернули.
В 1968 году к 70-летию писателя швейцарский город Аскона, в котором он жил, избрал его своим почётным гражданином.
Две последние зимы Ремарк и Полетт провели в Риме. После очередной остановки сердца летом 1970 года Ремарка положили в больницу Локарно.
Эрих Мария Ремарк скончался 25 сентября 1970 года на 73-м году жизни от аневризмы аорты. Похоронен на кладбище Ронко-сопра-Аскона в кантоне Тичино. Полетт Годдар, умершая двадцать лет спустя, 23 апреля 1990 года, похоронена рядом с ним.

## Избранная библиография
Романы
- Приют грёз (вариант перевода — «Мансарда снов») (нем. Die Traumbude) (1920)
- Гэм (нем. Gam) (1924) (опубликовано посмертно в 1998)
- Станция на горизонте (нем. Station am Horizont) (1927)
- На Западном фронте без перемен (нем. Im Westen nichts Neues) (1929)
- Возвращение (нем. Der Weg zurück) (1931)
- Три товарища (нем. Drei Kameraden) (1936)
- Возлюби ближнего своего (нем. Liebe Deinen Nächsten) (1941)
- Триумфальная арка (фр. Arc de Triomphe) (1945)
- Искра жизни (нем. Der Funke Leben) (1952)
- Время жить и время умирать (нем. Zeit zu leben und Zeit zu sterben) (1954)
- Чёрный обелиск (нем. Der schwarze Obelisk) (1956)
- Жизнь взаймы (1959):
  - нем. Geborgtes Leben — журнальный вариант;
  - нем. Der Himmel kennt keine Günstlinge — У неба любимчиков нет — полный вариант
- Ночь в Лиссабоне (нем. Die Nacht von Lissabon) (1962)
- Земля обетованная (остался незавершённым, опубликован посмертно):
  - нем. Schatten im Paradies — Тени в раю — сокращённая и переработанная издательством Droemer Knaur версия рукописи романа (опубликована в 1971);
  - нем. Das gelobte Land — Земля обетованная — полный вариант (опубликован в 1998 году)

Рассказы
Сборник «Воинствующий пацифист» (нем. Ein militanter Pazifist):
- Враг (нем. Der Feind) (1930—1931)
- Безмолвие вокруг Вердена (нем. Schweigen um Verdun) (1930)
- Карл Брегер во Флери (нем. Karl Broeger in Fleury) (1930)
- Жена Йозефа (нем. Josefs Frau) (1931)
- История любви Аннеты (нем. Die Geschichte von Annettes Liebe) (1931)
- Странная судьба Иоганна Бартока (нем. Das seltsame Schicksal des Johann Bartok) (1931)

Прочее
- Последний полустанок (1953), пьеса
- Возвращение Инока Дж. Джонса (1953), пьеса[23]
- Последний акт (нем. Der letzte Akt) (1955), киносценарий
- Последняя остановка (нем. Die letzte Station) (1956), пьеса
- Будьте бдительны!! (нем. Seid wachsam!!) (1956), статья
- Эпизоды за письменным столом (нем. Das unbekannte Werk) (1998)
- Скажи мне, что ты меня любишь... (нем.  Sag mir, dass du mich liebst...) (2001)

## Память
В 1972 году в Берлине на доме по адресу Виттельсбахерштрассе, 5, где Ремарк написал роман «На Западном фронте без перемен», была открыта мемориальная доска.
В 1991 году родной город писателя Оснабрюк учредил Премию мира имени Эриха Марии Ремарка, которая вручается каждые два года за выдающиеся достижения в научной, литературной или журналистской деятельности по вопросам сохранения мира, гуманизма и прав человека.
В 1995 году историк Тони Джадт основал Институт Эриха Марии Ремарка при Центре европейских и средиземноморских исследований Нью-Йоркского университета.
В 1999 году именем Ремарка был назван астероид (10119).
В 1999 году в Берлине на доме по адресу Кайзердамм, 114 в честь Ремарка была открыта мемориальная доска.
В 1996 году в Оснабрюке открылся Центр мира имени Эриха Марии Ремарка под совместным управлением города и Оснабрюкского университета. В музее, среди прочего, представлена постоянная экспозиция под названием «Независимость — терпимость — юмор», посвященная жизни и творчеству Ремарка, а также хранится архив о писателе.

## Факты
- По данным Российской книжной палаты, в 2022 году Ремарк вошёл в десятку самых издаваемых в России авторов художественной литературы с общим тиражом 718 тысяч экземпляров[24].